# 레오나르두 카리우 아브달라
레오나르두 카리우 아브달라(포르투갈어: Leonardo Kalil Abdala, 1996년 4월 10일~)는 브라질의 축구 선수이다.

## 참고 문헌
- “레오나르두 카리우 아브달라”. 《부천 FC 1995》. 부천에프씨1995.